# 靈能力
靈能力，或稱神通力、法力、灵力、能力等，泛指能夠感覺出靈魂、生靈、精靈、神靈，或是行使與“靈”相關的、玄学的、超自然性的力量。在不同宗教中都有體現，如巫教的巫術中多稱之爲靈力，道教的法術稱之爲法力，佛教、印度教稱之爲神通力，西方多譯之爲靈能力、靈力（英語：psychic）。這類出自宗教信仰與超心理學的研究，目前無法以科學方式解釋。

## 概述
在世界各地的原始巫觋宗教中，灵力都是个重要概念，是宗教活动的必要手段。灵力和“灵”有关，这个灵可以指自身的神性、灵性、灵魂、超我性，也可以指自然界存在的灵力，如神灵（神仙）、精灵（泛靈論概念）、幽灵（人死后的灵魂）等。人们借由巫觋的巫术和“灵”沟通交流，这种沟通交流的能力一般是巫师与生俱来的或修炼而来的。
灵能力不仅见于巫觋宗教，於在其基础上發展出的现代宗教中，灵能力的说法也常可见到，不过其内涵有所延伸。如道教、基督教、印度教等，都认为人也可以自我修炼，啟發自身的灵性，發掘出自身的灵力，这种修炼叫做“灵修”。

## 东方文化中的灵力
在早期道教（天师道）中，所谓的修道其实就是通过请神、占卜等活动与神灵沟通，提升灵力，这种道术又叫神仙方术、法术等。
在印度诸宗教中，灵能力可以说成神通力或神通，比如神足通（飞天或穿越时空）、他心通（知道他人心裡想什么）、天耳通（顺风耳）、天眼通（千里眼）等。但在佛教看来，这些神通力虽然能够通过修行获得，但不是修行的目的和判断标准，修行的目的是涅槃，而涅槃後可以得漏尽通，即证得阿罗汉或佛才能拥有的神奇力量，这种力量在汉语中译为“法力”，所谓的“法”是指佛法。法力一词通过汉传佛教传入道教，道教将法术的力量也称爲法力，此後法力一词的内涵就在中国民间信仰中得到普及和扩大化，而和神通力几乎同义了，但佛教中的狭义的“法力”，应该指佛法的力量，是具有不可思议性的出世间力，与民间所谓的神通还是有很大区别的。
在民俗文化中，灵力及其相近概念也经常出现，譬如通灵，指和死去是亡灵进行沟通，或令其附体、扶乩、预言等。中国在20世纪70、80年代时的“气功热”中，也有通过气功修炼“特异功能”的说法，这里的特异功能又叫超能力，就类似於神通力、灵力，比如不触碰物体，只用意念移动物体。也有部分人宣称关帝为主神的神武灵拳有相关可以感知实证的特异能力。

## 西方文化中的灵力
西方和非洲的原始宗教中，灵力常在拜物教（fetishism）中出现。
在基督教文化占绝对优势的中世纪，“靈”的意思則更多的指圣灵、神，即上帝耶和華或耶穌；或者是由祂造出的天使等；人類的靈魂也屬於靈的範疇。基督教中的“靈力”、“靈性”，指的是上帝的神性。正統基督教（天主教、東正教）不支持与鬼魂的通靈行為。
从原始宗教遗留下的泛靈思想和通灵行为一直存在，并成為流行文化的一部分。使用灵能力的行为叫“通灵”、“降靈”，能夠使用靈能力的人稱為“靈能者”、“通靈者”、“靈媒”。“通灵”（英語：psychic）一词源自希腊语（心灵，灵魂），它是从（呼吸、气息）变化而来，拉丁语亦由此而来。在希腊神话中认为，处女的灵魂未经玷污，具有神圣性，处女也具有很多神奇的力量，在通灵术中常作为靈能者中介。史料认为，最早使用“psychic”一词的人是法国天文学家和灵性主义者卡米伊·弗拉馬利翁（Camille Flammarion）；19世纪70年代，爱德华·威廉·考克斯（Edward William Cox）将该词引入英语。
法国人诺查丹玛斯是西方歷史上著名的通靈者，他寫過世界聞名的預言集。在西方民間，從事通靈行業的人稱爲靈媒，他們能夠通過靈能力與鬼魂、神靈交流，常用於驅魔、驅鬼。在傳統觀念中，這些靈媒多是吉卜賽人、東方人（如印度人）。实际上，靈能力的應用也不僅在於與鬼魂相關。有消息稱美國人研究過“使用意念殺死生物”的軍事技術。在民俗文化中，虛構的魔法世界中（實際上就是被基督教同化前的原始宗教的世界觀，如北歐宗教），魔法師通过靈力與大自然溝通，與大自然中的各种元素产生共鸣，利用不同的咒语，施展不一样的法術；其能力的大小，也稱爲靈力、法力，可通过冥想或者吸收魔法石来补充回復。

## 靈能力的種類
- 靈視（陰陽眼）
- 除靈（驅魔）
- 淨靈
- 降靈（通靈、通靈板）
- 幽體脫離（靈魂出竅）
- 物質化現象
- 自動書記（自動書寫、筆仙）
- 念寫
- 結界
- 言靈
- 佛教六神通

## 相關職業
- 靈媒
- 巫女
- 巫覡（男稱覡，女稱巫）
- 乩童
- 除靈師
- 驅魔師，大法師，或稱祓魔師（Exorcist）

## 外部連結
- 心靈使用手冊 （页面存档备份，存于）